# بيشنزة
بِيَشِنزة أو بِيَتْشِنزا أو (نقحرة: بياتشنزا) (بالإيطالية: Piacenza)‏. مدينة شمال إيطاليا بإقليم إميليا رومانيا، عاصمة مقاطعة بِيَشِنزة سكانها حوالي 100,413 نسمة.
صلة الوصل بين منطقة إميليا التاريخية وإقليم لُمبَردية، وقد تأثرت المدينة ومقاطعتها كثيرا وبشكل واضح بميلانو، حيث تنتمي لإقليمها الاقتصادي في نواح عديدة، غالباً ما ترتبط مصائرها بها.

## السكان
في سنة 1861 بلغ عدد السكان 40٬582 نسمة، وتطور العدد ليصل في سنة 2011 لـ 100٬311 نسمة.
يظهر هذا المخطط البياني تطور النمو السكاني لـ بيشنزة

## الجغرافيا
تقع بياتشنسا في وادي بادانا على ارتفاع 61 متراً فوق مستوى سطح البحر، وعلى الضفة اليمنى لنهر بو، حيث فيها يلتقى نهر تريبيا غربا وجدول نوري شرقاً. على بُعد خمسة عشر كيلومترا جنوب المدينة، توجد منحدرات التلال البيانتشسية، وهي بدايات الأبينيني الليغوري.
لطالما حدد الموقع الجغرافي المصير الاستراتيجي - العسكري، وجعلها وصلة هامة سواء للطرق السريعة وللسكك الحديدية.

## التاريخ

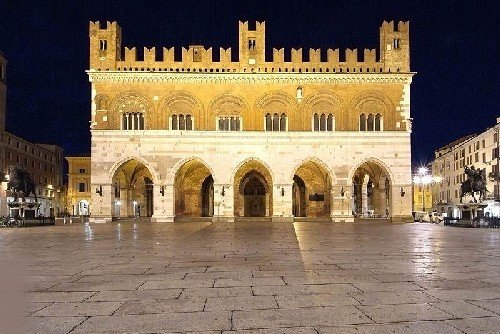
ساحة الخيول وواجهة القصر القوطي

### العصور القديمة
قبل استيطان الرومان، سكنت المنطقة قبائل سلتية وليغورية. اشتهرت الأتروسكان بتقديم القرابين باستخدام أحشاء الخراف. اكتشف بالقرب من بياتشنسا منحوتة أثرية برونزية لكبد في عام 1877 وسميت «كبد بياتشنسا» وقد اكتشفت كاملة منقوشا عليه أسماء المناطق التي خصصت لآلهة متعددة. وارتبطت بممارسة العرافة. أسس الرومان بياتشنسا في عام 218 ق.م (وفقا للرواية المحلية 31 مايو) باسم بلاسنتيا (Placentia) إلى جانب كريمونا.
أُرسل ستة آلاف مستعمر لاتيني إلى مستعمرتي بلاسنتيا وكريمونا القريبة، خصوصاً أعضاء من طبقة فرسان روما. وفي نفس سنة تأسيسها انتصر حنبعل في معركة تريبيا الواقعة في منطقة بياتشنسا، بيد أن المدينة قاومت قوات البونقية. وفي السنوات التالية جُففت أراضي المدينة وشيد ميناء على نهر بو. ازدهرت بلاسنتيا كمركز لإنتاج القمح والشعير والذرة والصوف. رغم احتلالها وتدمريها عدة مرات، كانت المدينة دائما تعود للنهوض، وقد سماها لاحقا المؤرخ بروكوبيوس في القرن السادس Urbs Aemilia Princeps أي «أميرة المدن عبر طريق إميليا» بمعنى أنها المدينة الأولى على طريق إميليا.
حقبة أواخر العصور القديمة في بياتشنسا (300-800 ميلادية) تميزت بانتشار المسيحية. نَصّر المنطقة الجندي الروماني السابق القديس أنطونينوس وقُتل أثناء حكم ديوكلتيانوس.

### العصور الوسطى

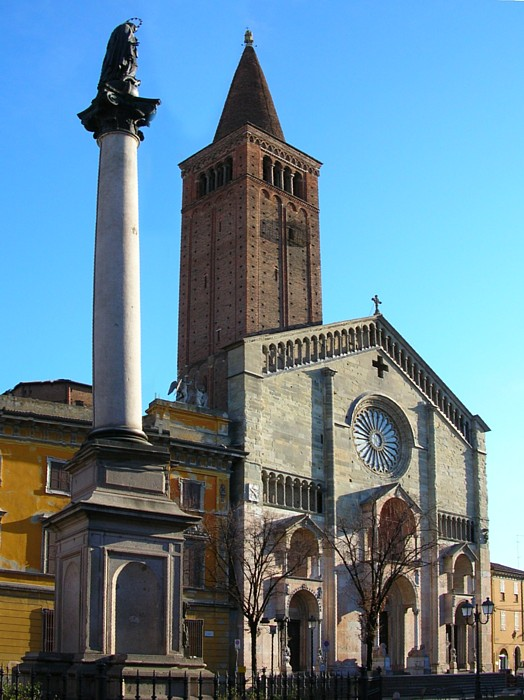
واجهة الكاتدرائية

احتلت بياتشنسا خلال الحروب القوطية (535-552). بعد فترة قصيرة من التبعية للإمبراطورية البيزنطية، ظفر بها اللومبارديون الذين جعلوا منها مقر دوقية. بدأت المدينة تستعيد عافيتها بعد استيلاء الفرنجة عليها (القرن التاسع)، وساعدها في ذلك موقعها على طريق فرانسيجينا الواصل بين الإمبراطورية الرومانية المقدسة وروما. زاد عدد سكانها وأهميتها بعد عام 1000. اتسمت تلك الفترة بالتحول التدريجي للسلطات الحكومية من أمراء الإقطاع إلى طبقة مغامرة جديدة، على غرار تلك الطبقة الإقطاعية في الريف.
في عام 1095 عقد بالمدينة مجلس بياتشنسا، والذي أعلنت فيه الحملة صليبية أولى. أصبحت بلدية حرة منذ عام 1126 وعضو بازا في الرابطة اللومباردية، وبهذا شاركت في الحرب ضد الإمبراطور فريدريك بربروسا وفي معركة لنيانو عام 1176. كما حاربت بنجاح البلدات المجاورة كرمونة بابية وبارما لتوسيع أملاكها. سيطرت بياتشنسا أيضا على طرق التجارة مع جنوى حيث استقر أوائل المصرفيين البياشنزيين، مثل كونتات آل مالاسبينا والأسقف بوبيو.
في القرن الثالث عشر، ورغم الحروب الفاشلة ضد الإمبراطور فريدريك الثاني نجحت بياتشنسا في كسب معاقل على الضفة اللومباردية لنهر بو. في عام 1183 تم التوقيع في كنيسة سانت أنتونينوس على مبادئ صلح كونستانس. ازدهرت الزراعة وتجارة في هذه القرون فأصبحت بياتشنسا إحدى أغنى مدن أوروبا. وانعكس هذا في إنشاء العديد من المباني الهامة وتطوير مخططها الحضري. وكما يحدث في أغلب البلديات الإيطالية في العصور الوسطى شهدت المدينة في النصف الثاني من القرن الثالث عشر صراعات عديدة على السلطة: عائلات سكوتي، بالافيتشينو وألبيرتو سكوتو (1290-1313) تعاقبوا على الحكم خلال هذه الفترة. انتهى حكم سكوتو باستيلاء عائلة فيسكونتي الميلانية على المدينة واستمروا في ذلك حتى عام 1447. الدوق جان غالياتسو أعاد كتابة قوانين المدينة ونقل إليها جامعة بافيا. ثم صارت بياتشنسا تحت ملكية عائلة سفورزا حتى 1499.

### العصر الحديث
نُقش على نقود معدنية من القرن السادس عشر: placentia floret («بياتشنسا المزدهرة»). في الواقع إن استمرار تطور المدينة كان أساسا بفضل ما ينتجه ريفها. وشيدت خلال هذا القرن خط جدران جديد. كانت بياتشنسا تحت حكم فرنسا حتى عام 1521، ولاحقا أصبحت جزءا من الولايات البابوية مع البابا ليو العاشر. وأخيرا في عام 1545 توحدت ضمن دوقية بارما وبياتشنسا الحديثة تحت سيادة عائلة فارنيزي.
كانت بياتشنسا هي عاصمة الدوقية حتى نقلها أوتافيو فارنيزي (1547-1586) إلى بارما. عاشت المدينة أصعب سنواتها أيام الدوق أودواردو (1622-1646): حيث مات 6,000 و 13,000 بياتشنسيا من أصل 30,000 بسبب المجاعة والطاعون على التوالي. كما دمرت المدينة وريفها أيضا من قبل العصابات والجنود الفرنسيين.
حكمت عائلة بوربون بارما وبياتشنسا بين عامي 1732 و1859. في القرن الثامن عشر أقامت العائلة الدوقية في بارما، وفي بياتشنسا بُنِيت عدة صروح تعود إلى عائلات نبيلة مثل سكوتي ولاندي وفولياني.

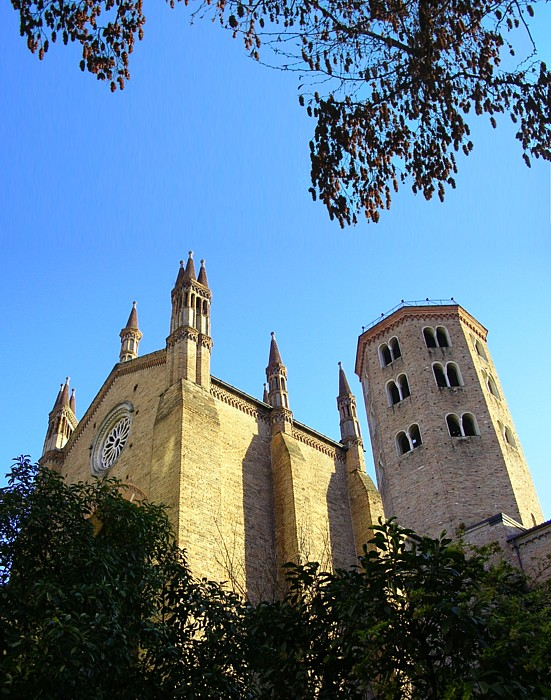
كنيسة سانت أنتونيو

ضم جيش نابليون بياتشنسا إلى الإمبراطورية الفرنسية في عام 1802. أُرسل شباب بياتشنسا المجندين للقتال في روسيا وإسبانيا وألمانيا، بينما كانت المدينة تزخر بعدد كبير من الأعمال الفنية التي تعرض حاليا في العديد من المتاحف الفرنسية.
تذكر فترة حكم الدوقة ماريا لويزا 1816-1847 من آل هابسبورغ باعتبارها أحد أفضل الفترات التي شهدتها بياتشنسا؛ جففت الدوقة العديد من الأراضي رطبة وبنت عدة جسور على نهر تريبيا ونهر نوري الصغير، وأقامت نشاطات تعليمية والفنية.

### الوحدة الإيطالية
احتلت ميليشيات نمساوية وكرواتية بياتشنسا، حتى انضمت بعد استفتاء شعبي في عام 1848 إلى مملكة سردينيا. لقد صوت 37,089 من أصل 37,585 ناخب لصالح الانضمام. ولذلك سمى الملك بياتشنسا «الابن البكر لوحدة إيطاليا» (Primogenita dell'Unità di Italia). التحق الكثير من البياشنسيين في جيش جوزيبي غاريبالدي الذي مضى إلى جنوب إيطاليا مكافحا من أجل الاستقلال.
في حزيران يونيو من عام 1865 افتتح أول جسر للسكة الحديدية. وفي عام 1891 أسس أول هيئة عمالية في بياتشنسا.
قصف الحلفاء المدينة بشدة أثناء الحرب العالمية الثانية. وقد دُمّر جسر السكك الحديدية الهام العابر لنهر بو ومحطة القطارات وكذلك الوسط التاريخي. نشطت العصابات الحزبية المسلحة على مرتفعات الأبينيني. في نهاية يوم 25 أبريل من عام 1945 قامت حركة المقاومة الإيطالية بتمرد حزبي عام، وفي يوم 29 أبريل وصلت إلى المدينة قوات برازيلية. كرّم الرئيس أوسكار لويجي سكالفارو مدينة بياتشنسا في عام 1996 بإعطاءها الميدالية الذهبية للشجاعة في المعركة.

## أهم المعالم

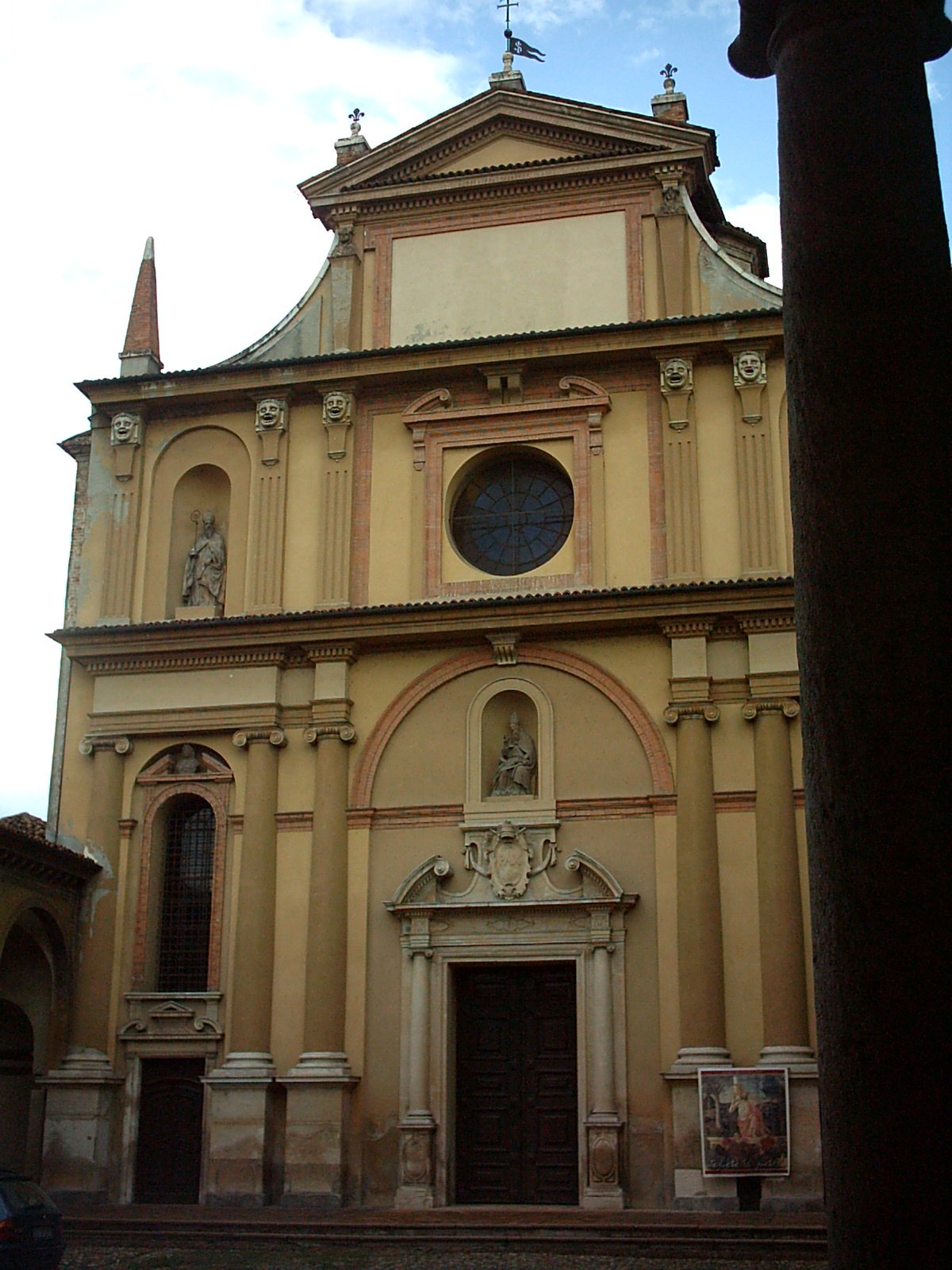
كنيسة عصر النهضة سان سيستو

### القصور
- Palazzo Comunale القصر البلدي
- Palazzo Farnese قصر فارنيزي
- Palazzo Landi قصر لاندي
- Palazzo Costa قصر كوستا
- Palazzo Somaglia قصر سوماليا
- Palazzo Scotti قصر سكوتي
- Palazzo dei Mercanti قصر التجار

### أماكن أخرى
- Piazza Cavalli ساحة الخيول
- Duomo di Piacenza كاتدرائية بياتشنسا
- Chiesa di San Francesco كنيسة سا فرانشسكو
- Basilica di Sant'Antonino كنيسة سانت أنتونتيو
- Basilica di San Savino كنيسة سان سافينو
- Il Fegato Etrusco di Piacenza in Italia تمثال كبد بياتشنسا الأتروسكاني في إيطاليا
- Galleria d'Arte Moderna "Ricci Oddi" معرض الفن الحديث - ريتشي أودي

1. ↑  "Superficie di Comuni Province e Regioni italiane al 9 ottobre 2011" (بالإيطالية). Istituto nazionale di statistica. Retrieved 2019-03-16.
2. ↑   https://demo.istat.it/?l=it. {{استشهاد ويب}}: |url= بحاجة لعنوان (مساعدة) والوسيط |title= غير موجود أو فارغ (من ويكي بيانات) (مساعدة)
3. ↑  GeoNames (بالإنجليزية), 2005, QID:Q830106
4. ↑  بيانات من موقع ISTAT - Istituto nazionale di statistica (ISTAT);  اطلع عليه بتاريخ 28-12-2012. "نسخة مؤرشفة". مؤرشف من الأصل في 2019-08-06. اطلع عليه بتاريخ 2020-02-07.{{استشهاد ويب}}:  صيانة الاستشهاد: BOT: original URL status unknown (link)